# BeIN Sports
beIN Sports ist ein Sport-Fernsehsender. Er ging im November 2003 als Al Jazeera Sport auf Sendung. Heute verfügt der Sender über 19 HD-Kanäle und gehört der beIN Media Group an, die ihren Sitz in Doha hat.

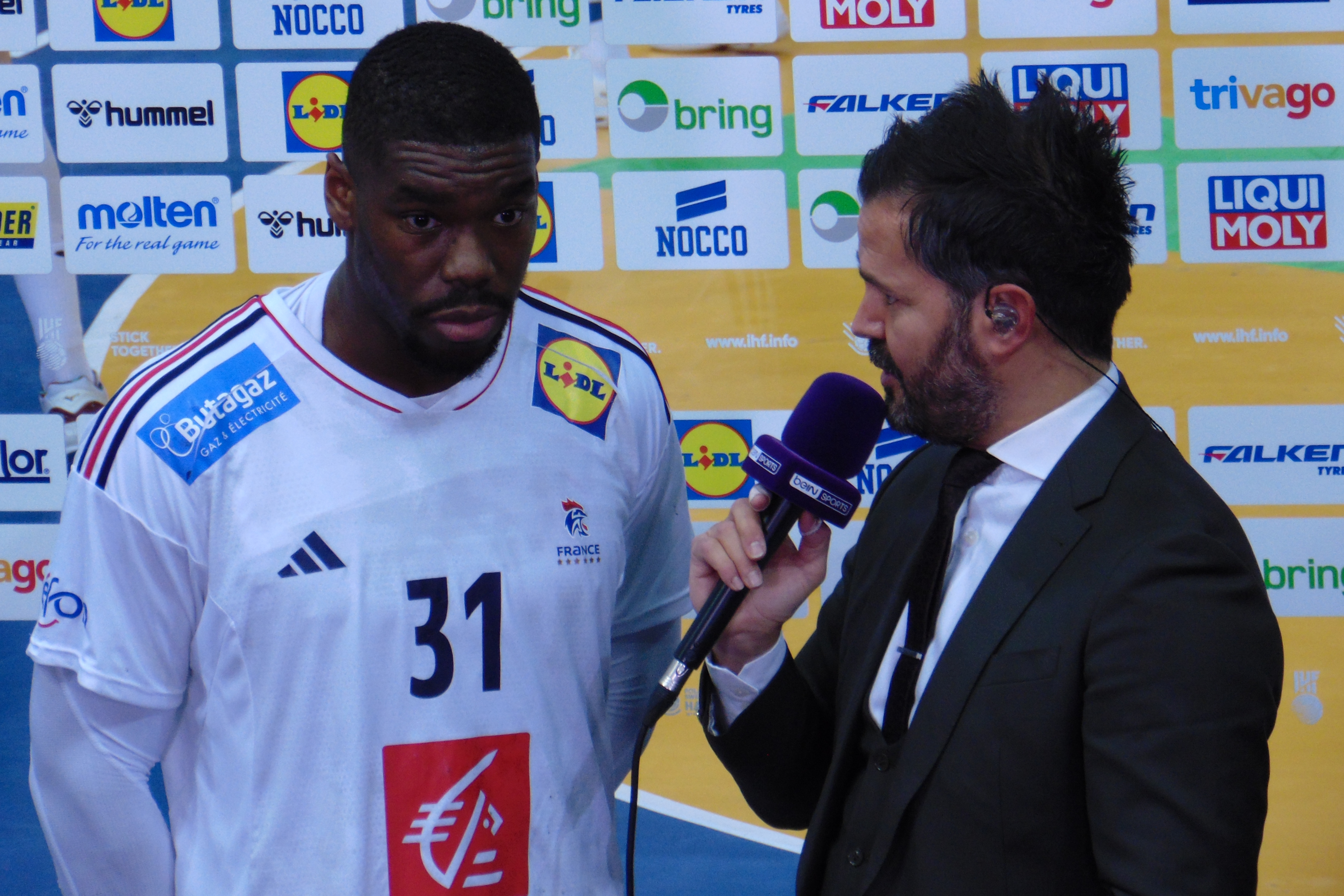
Sportreporter Thomas Ferro Villechaize von beIN Sports mit Handballspieler Dylan Nahi (2023)

## Geschichte
beIN Sports ging im November 2003 als Al Jazeera Sport mit dem Zielgebiet Naher Osten und Nordafrika auf Sendung. Erst 2012 expandierte die BeIN Media Group international und gründete einen Ableger in Frankreich. In Frankreich wurde mit sehr wenig Vorlauf ein Pay-TV-Kanal gegründet.
Am 18. Juni 2014 hatte das französische Pay-TV-Unternehmen Canal+ den Sender beIN Sports wegen unlauteren Wettbewerbs verklagt. Die Klage wurde abgewiesen. 2015 wurde der türkische Pay-TV-Anbieter Digiturk von beIN Sports übernommen. BeIN Sports zahlt seit Sommer 2016 748,5 Millionen Euro pro Saison für die Übertragungsrechte der französischen Ligue 1, die es sich mit Canal+ teilt.
Mit ARD und ZDF stritt sich BeIN Sports über die Übertragung der Handball-Weltmeisterschaften 2015 sowie 2017 sowie die Frauen-Weltmeisterschaften 2015 und 2017, für die BeIN Sports die weltweiten Übertragungsrechte besaß. ARD-Sportkoordinator Axel Balkausky äußerte in einem Interview gegenüber Redaktionsnetzwerk Deutschland, dass BeIN Sports darauf bestehe, die Rechte nicht an Sender zu vergeben, die unverschlüsselt über Satellit empfangbar sind. Da dies bei den Sendern der ARD der Fall ist, dürfe der Sender das Ereignis nicht übertragen. Laut Hassan Moustafa, Präsident der Internationalen Handballföderation, sei jedoch das Angebot der Sender zu niedrig gewesen. Dies wiesen ARD und ZDF zurück. Für die Frauen-WM 2017 konnten sich beIN sowie ARD und ZDF schließlich einigen.

## Sonstiges
Der Generaldirektor des Betreiber-Unternehmens, Nasser Al-Khelaifi, ist auch Präsident des Fußballclubs Paris Saint Germain.